# Соната для фортепиано № 1 (Метнер)
Соната для фортепиано № 1 фа минор, ор. 5 — фортепианная соната Н.К. Метнера, созданная в 1896—1903 годах. Посвящена Э.К. Метнеру, брату композитора.
Окончена в августе 1903 года и получила одобрение коллег Метнера, в частности Иосифа Гофмана и С.И. Танеева. Была издана в 1904 году лейпцигской фирмой М.П. Беляева (по рекомендации Танеева) и переиздана в 1955 году тем же издательством в переработанном виде и в 1959 году советским «Музгизом». В 2018 году был обнаружен экземпляр первого издания партитуры с комментариями самого Метнера, которые не были использованы в изданиях 1950-х годов. Выпущены записи сонаты в исполнении пианистов Хэмиша Милна, Марка-Андре Амлена, Джеффри Тозера, Пола Стюарта и др.
Соната написана под влиянием музыки композиторов-романтиков, в частности Р. Шумана и Ф. Мендельсона, но при этом несёт признаки оригинального метнеровского стиля. По мнению музыковеда Е. Б. Долинской, «…соната ор. 5 свидетельствует о поисках Метнером новых форм, обогащающих жанр сонаты чертами поэмности». Соната является четырёх частной, при этом перерывы между второй, третьей и четвёртой частями отсутствуют, и между различными частями имеются тематические арки.

## Описание частей сонаты
1. Allegro: Меланхолическая тема сонаты вполне ощутима на протяжении всего произведения. Соната начинается с некого напева октавами, которые перекликаются в верхние и нижние регистры. Затем темп сонаты ускоряется подводя слушателя к главной теме. Побочная тема написана в до миноре и напоминает ушедшее и невозвратимое. Конфликт двух тем приобретает масштабные обороты в диапазоне все октав и включает в себя все, что было сыграно ранее. В первой части присутствует кода — марш, которая подчеркивает и завершает идею произведения.
2. Intermezzo: Вторая часть сонаты — это напев в средних регистрах, напоминающий мужской хор. Тональность до минор, как раз подходит для того чтобы регистр находился в устойчивой середине. Блестящий конец напрочь смывает все надежды на лучшее и постепенно затихает на одной ноте.
3. Largo: Теплые аккорды марша согревают души слушателей заставляя забыть о всех бедах и переживаниях прошлых частей. Лишь иногда можно услышать отклики ранее сыгранного, однако все равно идея данной части ярка и светла. Аналогичен и финал этой части, также все голоса сливаются в единую ноту, которая буквально затихает до последнего, позволяя полностью воспринять всю полноту звука.
4. Finale — Allegro risoluto: Борьба началась, гаммообразные пассажи в левой руке подкрепляют главную тему правой. На протяжении всей части подводится главная идея произведения и все соната заканчивается фа мажором.